# Martin Kreuzriegler
Martin Kreuzriegler (ur. 10 stycznia 1994) – austriacki piłkarz występujący na pozycji środkowego lub lewego obrońcy w austriackim klubie Grazer AK.
Wychowanek SV Reichraming i AKA Linz. W swojej karierze grał także w Blau-Weiß Linz, SV Horn, Austrii Lustenau, Floridsdorferze AC, Hibernians FC, Sandefjord Fotball, Widzewie Łódź i Vålerenga Fotbal.  Były młodzieżowy reprezentant Austrii.